# Albringwerde
Albringwerde ist ein Ortsteil der Gemeinde Schalksmühle im Märkischen Kreis im Regierungsbezirk Arnsberg in Nordrhein-Westfalen (Deutschland).

## Lage und Beschreibung
Der Weiler liegt direkt an der Bundesautobahn 45 auf dem Höhenzug zwischen den Tälern der Sterbecke und des Nahmerbachs. Eine örtliche Verbindungsstraße verbindet den Ort mit Winkeln und Rölvede.
Weitere Nachbarorte auf dem Gemeindegebiet sind Winklerheide, Rölveder Mühle, Wersbecke, Mesekendahl, Reineberge, Sterbecke, Rehweg, Rosenhagen und Altenhülscheid.

## Geschichte
Albringwerde gehörte bis zum 19. Jahrhundert der Bauerschaft Winkeln des Kirchspiels Hülscheid an. Ab 1816 war der Ort Teil der Gemeinde Hülscheid in der Bürgermeisterei Halver im Kreis Altena, 1818 lebten 64 Einwohner im Ort. Der laut der Ortschafts- und Entfernungs-Tabelle des Regierungs-Bezirks Arnsberg als Hof kategorisierte Ort besaß 1839 neun Wohnhäuser und elf landwirtschaftliche Gebäude. Zu dieser Zeit lebten 54 Einwohner im Ort, allesamt evangelischen Bekenntnisses.
1844 wurde die Gemeinde Hülscheid mit Albringwerde von dem Amt Halver abgespaltet und dem neu gegründeten Amt Lüdenscheid zugewiesen.
Der Ort ist auf der Preußischen Uraufnahme von 1845 unter dem Namen Albringwerde verzeichnet. Ab der Preußischen Neuaufnahme von 1892 ist der Ort auf Messtischblättern der TK25 als Albringwerde verzeichnet.
Die Gemeinde- und Gutbezirksstatistik der Provinz Westfalen führt Albringwerde 1871 als Dorf mit neun Wohnhäusern und 53 Einwohnern auf.  Das Gemeindelexikon für die Provinz Westfalen von 1887 gibt eine Zahl von 51 Einwohnern an, die in acht Wohnhäusern lebten. 1895 besitzt der Ort neun Wohnhäuser mit 62 Einwohnern, 1905 werden sieben Wohnhäuser und 50 Einwohner angegeben.
1969 wurden die Gemeinden Hülscheid und Schalksmühle zur  amtsfreien Großgemeinde (Einheitsgemeinde) Schalksmühle im Kreis Altena zusammengeschlossen und Albringwerde gehört seitdem politisch zu Schalksmühle, das 1975 auf Grund des Sauerland/Paderborn-Gesetzes Teil des neu geschaffenen Märkischen Kreises wurde.
1971 wurde die direkt am Ort vorbeitrassierte Bundesautobahn 45 eröffnet.